# SN 2006sn
SN 2006sn – supernowa typu Ia odkryta 16 listopada 2006 roku w galaktyce A020618-0451. W momencie odkrycia miała maksymalną jasność 23,00m.